# Limacina lesueurii
Limacina lesueurii is een slakkensoort uit de familie van de Limacinidae. De wetenschappelijke naam van de soort is voor het eerst geldig gepubliceerd in 1835 door d'Orbigny.